# Pascalina

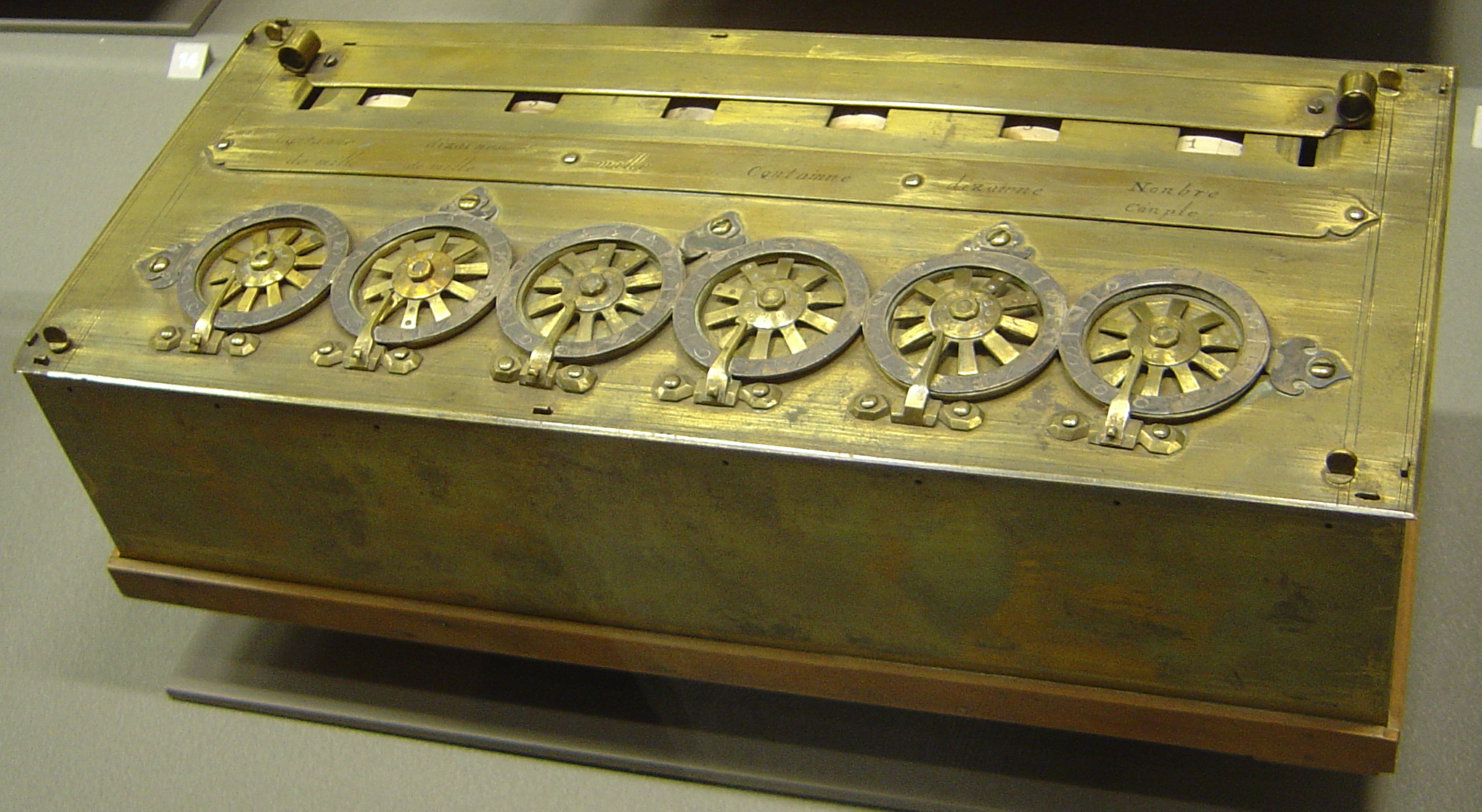
Pascalina z roku 1642 (Musée des arts et métiers, Paříž)

Pascalina je mechanická kalkulačka, kterou vynalezl v roce 1642 ve věku devatenácti let Blaise Pascal (později se stal slavným fyzikem); je považována za první počítací stroj. Původní model uměl pouze sčítat a odčítat. Později bylo vytvořeno ještě několik variant, které uměly i násobit.

## Historie
V roce 1642 jmenoval kardinál Richelieu Pascalova otce superintendentem Horní Normandie a uložil mu obnovit pořádek v účtech této provincie. Nápad Blaise Pascala měl otci tuto práci ulehčit. První verze stroje umožňovala sčítat a odečítat dvě čísla, provádět násobení a dělení bylo možné opakováním sčítání nebo odečítání.
V roce 1645 po třech letech výzkumu a padesáti prototypech představil Pascal svůj vylepšený stroj a věnoval jej francouzskému kancléři Pierru Séguierovi. V následujícím desetiletí postavil asi dvacet pascalin, které často zdokonaloval; osm těchto strojů se dochovalo.
Od roku 1649 se Pascal snažil snížit výrobní náklady svého stroje, aby jej zpřístupnil široké veřejnosti. V roce 1654 však po těžkém úrazu hlavy při nehodě kočáru na mostě v Neuilly-sur-Seine od projektu upustil a definitivně se stáhl ze světa vědy, aby se mohl věnovat studiu filozofie a náboženství.
Zavedení pascaliny znamenalo počátek rozvoje mechanických výpočtů v Evropě a od poloviny 19. století po celém světě. Tento vývoj pokračoval mj. vynálezem ozubeného válce umožňujícího automatické násobení (Gottfried Wilhelm Leibniz, 1671). Thomas de Colmar byl inspirován prací Pascala a Leibnize, když v roce 1820 navrhl svůj arithmometr. Charles Babbage v letech 1834 až 1837 navrhl „analytický stroj“, programovatelný pomocí instrukcí vyděrovaných na papírových kartách. V následujícím století pak přešel vývoj od mechanických počítacích strojů k elektrickým a elektronickým kalkulačkám a pokračoval vynálezem mikroprocesoru společností Intel v roce 1971.

## Princip fungování

### Sčítání
Fungovala velmi primitivně, přičítalo se kulatými ciferníky, jaké známe ze starých telefonů, akorát se nevracely. Tužkou nebo tenkým předmětem jste pootočili vybrané kolečko (úplně vpravo byly jednotky, od jednotek vlevo desítky, a tak dál třeba do desetitisíců) k pacce, čímž se jednoduchým mechanismem pootočilo i kolečko s proužkem papíru s čísly pod dírami za ciferníky. Když jsme přičetli další, kolečko se o příslušnou vzdálenost opět pootočilo a pokud přesahovalo cifru, packa uvnitř stroje o jeden stupeň pootočila i vedlejším řádem.
Například pro výpočet příkladu 4+10+7 jste nejdříve pootočili jednotkovým kolečkem od čísla čtyři k pacce. Poté jste otočili desítkovým kolečkem od čísla jedna k pacce. V dírách jste pak mohli vidět něco jako 0 0 0 0 1 4. Potom už zbývá přičíst jen sedmičku. Jednotkovým kolečkem tedy pootočíte z čísla sedm k pacce. Na jednotkové díře to projede nulou k jedničce a cestou zavadí o desítkové kolečko, o jeden stupeň. V dírách tedy uvidíte 0 0 0 0 2 1.

### Odčítání
Odčítání fungovalo stejně, pouze jste museli posunout destičku zakrývající "odečítací" díry, kde byla čísla psána naopak (kde byla nula, byla v odečítacích dírách devítka, a podobně).

### Násobení
Pozdější vylepšené modely uměly i násobit. To již bylo velmi složité, muselo se točit zvláštními pákami a i sama násobící pascalina musela být velmi objemná (hodně ozubených koleček, atd.) oproti sčítací-odčítací, proto zde není velmi složitý násobící mechanismus popsán.